# Spettroscopia di risonanza magnetica nucleare
La spettroscopia di risonanza magnetica nucleare, detta anche spettroscopia NMR (dall'inglese nuclear magnetic resonance), è un metodo spettroscopico basato sulle proprietà magnetiche dei nuclei di alcuni atomi e isotopi.

## Concetti fondamentali

### Proprietà magnetiche del nucleo

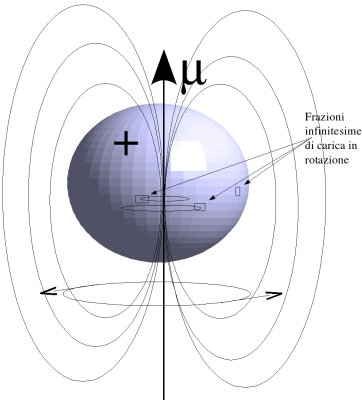
Rappresentazione della rotazione del nucleo dell'idrogeno

La rotazione dei nuclei atomici su sé stessi è capace di procurare un momento magnetico {\displaystyle \mu } ad alcuni di essi. 
Il più semplice tra gli elementi aventi momento magnetico nucleare, ed il più importante a fini pratici, è l'idrogeno. Si può grossolanamente visualizzare l'unico protone di cui è composto l'atomo di idrogeno come una palla in rotazione su se stessa e uniformemente carica: le porzioni infinitesime di carica generano un campo magnetico in funzione della loro distanza dall'asse di rotazione.
Le proprietà di spin dei protoni e dei neutroni che compongono gli atomi più pesanti si combinano per definire lo spin totale dei nuclei di elementi più pesanti, da cui il loro eventuale momento magnetico. Solo nuclei con numero atomico e/o numero di massa dispari mostrano proprietà magnetiche: il loro numero quantico di spin I è diverso da zero.
La direzione del momento magnetico così prodotto è, per un protone nel vuoto, assolutamente casuale: tra un'orientazione e l'altra non v'è differenza.

### Campo applicato ed effetto Zeeman
Immaginiamo ora di applicare un campo magnetico B0: il momento magnetico del protone tenderà ad allinearsi con il campo esterno. Per il protone sono venuti a crearsi due livelli energetici: uno, ad energia più alta, in cui il suo momento magnetico si oppone al campo esterno; uno, ad energia più bassa, in cui è allineato.
L'entità di questo splitting è direttamente proporzionale al campo applicato, e segue questa espressione:
{\displaystyle \Delta E=h\gamma B_{0}/2\pi \;}
Dove gamma è il rapporto giromagnetico del nucleo (26750 per il protone), h è la costante di Planck, e B0 è l'intensità del campo magnetico applicato. La suddivisione dello spin di una particella in gruppi di spin a livelli energetici distinti è detta effetto Zeeman. 
Fornendo al protone un quanto di energia (ad esempio un fotone) sufficiente a colmare il gap energetico, questi lo assorbe, assumendo un momento magnetico opposto a quello applicato (livello energetico più alto). Se si usano onde elettromagnetiche come vettore energetico, la frequenza a cui un atomo attivo darà assorbimento sarà:
{\displaystyle \nu =\gamma B_{0}/2\pi \;}
detta frequenza di Larmor, frequenza di precessione o ancora frequenza di risonanza.
Ad esempio, per un protone immerso in un campo magnetico di 14092 gauss (1.4092 tesla), la frequenza di risonanza è di 60 MHz: irraggiando un gruppo di protoni immersi in questo campo, alcuni di quelli che si trovano al livello energetico inferiore assorbiranno un quanto di energia invertendo il loro spin.
È difficile che nuclei di diverso tipo rispondano a sollecitazioni in frequenze proprie di un determinato nucleo: le costanti giromagnetiche variano infatti grandemente da elemento ad elemento, comportando regioni di eccitabilità totalmente separate.

### La spettroscopia: come funziona

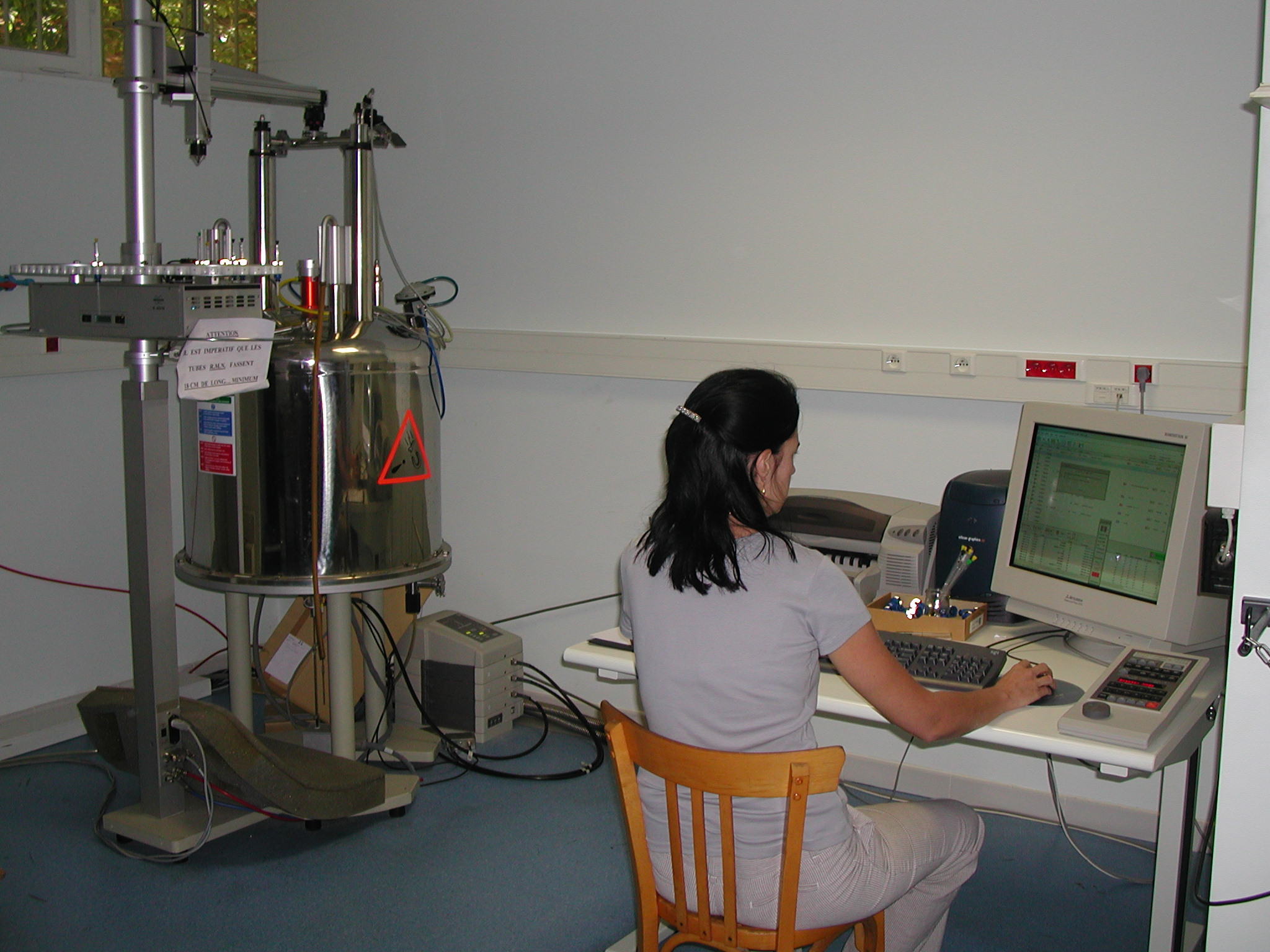
Spettrometro NMR con elettromagnete superconduttore da 4,7 T e autocampionatore, frequenza di risonanza del protone 200 MHz

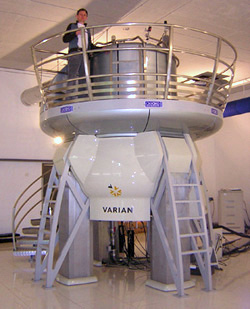
Spettrometro NMR con elettromagnete superconduttore da 21,2 T, frequenza di risonanza del protone 900 MHz

Lo scopo dell'NMR è sostanzialmente ricavare informazioni sulla frequenza di risonanza dei nuclei attivi. I più usati sono l'idrogeno, il carbonio-13 e l'azoto-15.
Esistono due metodi per ricavare quest'informazione.
Nella spettroscopia NMR ad onda continua, un elettromagnete genera il campo magnetico necessario ad indurre lo splitting tra i livelli energetici degli atomi attivi nel campione in esame. Contemporaneamente, un emettitore di onde elettromagnetiche lo bombarda ad una frequenza ben precisa. 
Il campo magnetico della calamita viene quindi incrementato passo passo: un rivelatore registra l'assorbanza del campione ad ogni intensità di campo, ovvero quanta parte della radiazione incidente si perde al passaggio attraverso il mezzo.
Come detto sopra, la frequenza di risonanza di un nucleo attivo è direttamente proporzionale al campo applicato: mano a mano che il campo aumenta, crescono anche le frequenze di risonanza. Quando le frequenze di risonanza diventano pari a quella incidente (che invece è costante), allora tutti gli atomi capaci di farlo assorbiranno quanti di energia, e l'assorbanza misurata sarà più alta.
Il secondo metodo, usato dagli spettrometri più moderni, consiste nel mantenere costante il campo, incrementando invece la frequenza della radioonda incidente.
Dal punto di vista pratico, il risultato è sempre un grafico con l'assorbanza sull'asse delle y, ed una quantità utile a definire l'energia fornita sull'asse delle x (torneremo sull'unità di misura dell'ascissa in seguito).
Per quanto detto finora, l'NMR sarebbe un metodo analitico alquanto inutile. Ogni nucleo attivo entrerebbe in risonanza con il campo esterno alla sua frequenza, e tutti gli isotopi uguali si comporterebbero allo stesso modo.

## Lo spostamento chimico (chemical shift)
Nella realtà i nuclei attivi sono immersi in un intorno chimico: essi sono circondati dalla propria nube elettronica e da altri atomi e molecole, ciascuno con la relativa nube elettronica.
Il campo magnetico applicato induce, sull'intorno elettronico di ogni nucleo, un campo magnetico locale opposto (fenomeno di induzione). La nube elettronica provoca cioè una modulazione locale del campo applicato, detta schermatura. Il campo effettivo residuo è:{\displaystyle B_{locale}=B_{0}(1-\sigma )}
Dove {\displaystyle \sigma } è la costante di schermo del nucleo (solitamente positiva, ma non è escluso che possa essere negativa). 
Rivisitando la formula della frequenza di Larmor:
{\displaystyle \nu =\gamma B_{0}(1-\sigma )/2\pi }
Cioè, a seconda dell'intorno chimico di un certo nucleo, la frequenza di risonanza può risultare più bassa di un fattore {\displaystyle 1-\sigma }, poiché solitamente il campo magnetico indotto è opposto a quello applicato. Osservando la posizione relativa dei picchi di assorbimento, è possibile fare considerazioni sullo schermo elettronico associato ai vari nuclei che li hanno generati.
Lo spostamento chimico si ricava mettendo in relazione gli schermaggi dei vari nuclei con uno standard. Nell'NMR del C-13 e del protone si usa il tetrametilsilano (in gergo, TMS).

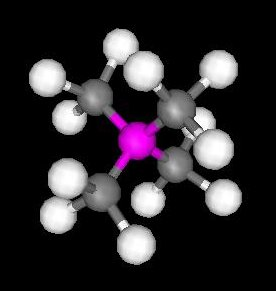
modello molecolare del tetrametilsilano

L'atomo di silicio è il meno elettronegativo dei tre elementi che costituiscono il TMS  (Si=1,91; H=2.1; C=2.55), ciò giustifica il fatto che carbonio ed idrogeno siano altamente schermati: si dice che il silicio è elettron-donatore. Inoltre, grazie all'alta simmetria della molecola, tutti gli atomi di carbonio e tutti gli atomi di idrogeno sono schermati nella stessa misura.
Sia  {\displaystyle \sigma _{i}} lo schermo elettronico associato ad una certa famiglia di protoni: la frequenza di Larmor risulterà
{\displaystyle \nu _{i}=\gamma B_{0}(1-\sigma _{i})/2\pi }
Analogamente, se {\displaystyle \sigma }TMS è quello associato ai protoni del tetrametilsilano,
{\displaystyle \nu _{TMS}=\gamma B_{0}(1-\sigma _{TMS})/2\pi }
La distanza tra i due picchi di assorbimento allora è:
{\displaystyle \Delta \nu =\nu _{i}-\nu _{TMS}}
Da cui lo spostamento chimico che si ottiene dividendo questa differenza per la frequenza di risonanza del TMS:
{\displaystyle \delta =\Delta \nu /\nu _{TMS}}
La formula risponde ad una domanda di questo tipo: "di quanto differisce la frequenza di precessione dei protoni sull'anello benzenico, rispetto ai protoni sul TMS?". La risposta potrebbe essere "di 0,00000727 parti su una", oppure "dello 0,000727%" o, molto più comodamente, "di 7,27 ppm" cioè parti per milione (7,27 milionesimi della frequenza del TMS).
Questa notazione è assai pratica. Prima di tutto, perché evita di dover scriver numeri con troppe cifre (le frequenza di risonanza possono, e devono, essere determinate con grande precisione, visto che le sfumature da cogliere per distinguere le varie modulazioni locali sono finissime). Poi, perché stabilisce uno standard valido in tutto il mondo: l'unica informazione utile per confrontare i dati ottenuti da due macchine è lo spostamento chimico rispetto al TMS.

## NMR-COSY
La spettroscopia NMR-COSY (COrrelation SpectroscopY) è una delle principali tecniche di spettroscopia di risonanza magnetica nucleare bidimensionale (2D-NMR) che permettono indagini strutturali delle molecole e che si basano sull'accoppiamento del normale spettro NMR con un altro relativo ad un'altra radiazione in modo da ottenere uno spettro bidimensionale.
L'acquisizione dei dati si basa sulla trasformata di Fourier applicata a due impulsi di differenti frequenze.
Lo spettro ottenuto è quindi in tre dimensioni, in ascissa ed ordinata sono riportati due spettri NMR frutto di un'analisi su uno stesso campione. Per bidimensionale si intende che le due frequenze presentano due diverse scale dei tempi indipendenti.

## NMR-NOESY
La spettroscopia NMR-NOESY (Nuclear Overhauser Effect SpectroscopY) è una tecnica bidimensionale sfruttata nel campo della biochimica applicata per lo studio della conformazione delle proteine. Essa sfrutta l'effetto nucleare Overhauser per determinare quali protoni siano vicini nello spazio, anche se non direttamente collegati.
La spettroscopia NOESY è anche utile a determinare la stereochimica di una molecola in un solvente, mentre la cristallografia a raggi X è utile per determinare la stereochimica allo stato solido.